# Solanum aldabrense
Solanum aldabrense är en potatisväxtart som beskrevs av Charles Henry Wright. Solanum aldabrense ingår i släktet skattor som ingår i familjen potatisväxter. Inga underarter finns listade i Catalogue of Life.